# Francesco Moser
Francesco Moser (Giovo, 19 de junio de 1951) es un deportista italiano que compitió en ciclismo en las modalidades de ruta y pista, profesional entre los años 1973 y 1988. Fue el ganador del Giro de Italia de 1984 y dos veces campeón del mundo, en ruta en 1977, y en pista en 1976.

## Trayectoria
Ganó el Giro de Italia de 1984 y consiguió un total de 28 etapas entre las tres Grandes Vueltas: 24 en el Giro, dos en el Tour y dos en la Vuelta. Se adjudicó seis monumentos: el Giro de Lombardía de 1975 y 1978, la París-Roubaix de 1978, 1979 y 1980 y la Milán San Remo de 1984.
Otras de sus importantes victorias fueron la Volta a Cataluña de 1978, la Tirreno-Adriático de 1980 y 1981, la París-Tours de 1974, la Flecha Valona de 1977, el Campeonato de Zúrich de 1977 y la Gante-Wevelgem de 1981. Además, obtuvo tres medallas en el Campeonato Mundial de Ciclismo en Ruta entre los años 1976 y 1978. Participó en los Juegos Olímpicos de Múnich 1972, ocupando el octavo lugar en la prueba de ruta y el noveno en el kilómetro contrarreloj.
En pista ganó dos medallas en el Campeonato Mundial de Ciclismo en Pista, oro en 1976 y plata en 1979, ambas en la prueba de persecución individual.
En 1984 batió el récord de la hora, que ostentaba el belga Eddy Merckx desde 1972. Después de retirarse de la competición, fue presidente de Ciclistas Profesionales Asociados de 1999 a 2007. En 2002 fue elegido miembro del Salón de la Fama de la UCI.

## Medallero internacional

### Ciclismo en ruta
| Campeonato Mundial | Campeonato Mundial        | Campeonato Mundial | Campeonato Mundial |
| Año                | Lugar                     | Medalla            | Competición        |
| ------------------ | ------------------------- | ------------------ | ------------------ |
| 1976               | Ostuni (Italia)           | Medalla de plata   | Ruta               |
| 1977               | San Cristóbal (Venezuela) | Medalla de oro     | Ruta               |
| 1978               | Nürburgring (RFA)         | Medalla de plata   | Ruta               |

### Ciclismo en pista
| Campeonato Mundial | Campeonato Mundial          | Campeonato Mundial | Campeonato Mundial         |
| Año                | Lugar                       | Medalla            | Competición                |
| ------------------ | --------------------------- | ------------------ | -------------------------- |
| 1976               | Monteroni di Lecce (Italia) | Medalla de oro     | Persecución individual (P) |
| 1979               | Ámsterdam (Países Bajos)    | Medalla de plata   | Persecución individual (P) |

## Palmarés
| 1971 - Milán-Busseto 1973 - 1 etapa del Giro de Italia 1974 - París-Tours - Coppa Bernocchi - Giro del Piamonte - Giro d'Emilia - Giro Reggio Calabria - Giro de Toscana - Tour de Umbría - Grand Prix de Forli - Trofeo Baracchi (junto a Roy Schuiten) 1975 - Campeonato de Italia en Ruta - Giro de Lombardía - 2 etapas del Tour de Francia, más clasificación de los jóvenes - Midi Libre, más 2 etapas - 3.º en el Super Prestige Pernod International - Coppa Placci - Trofeo Matteotti - Gran Premio Ciudad de Camaiore - Tour de Umbría - Trofeo Baracchi (junto a Gianbattista Baronchelli) - Gran Premio de Mónaco 1976 - Trofeo Pantalica - Giro de Toscana - Trofeo Matteotti - 3 etapas del Giro de Italia, más clasificación por puntos - 2.º en el Campeonato Mundial en Ruta - Tres Valles Varesinos - 2.º en el Campeonato de Italia en Ruta - Giro de los Apeninos - Giro di Puglia, más 1 etapa - 2.º en el Super Prestige Pernod International 1977 - Campeonato Mundial en Ruta - Flecha Valona - Campeonato de Zúrich - Coppa Agostoni - 2.º en el Giro de Italia, más clasificación por puntos - 3.º en el Campeonato de Italia en Ruta - Giro de Toscana - Tour de Umbría - Giro de Lazio - Critérium de As 1978 - París-Roubaix - Giro de Lombardía - Tour de l'Aude más 3 etapas - Tres Valles Varesinos - 3.º en el Giro de Italia, más 4 etapas y clasificación por puntos - Volta a Cataluña, más 3 etapas - 2 etapas del Midi Libre - Coppa Sabatini - 2.º en el Campeonato de Italia en Ruta - 2.º en el Campeonato Mundial en Ruta - Super Prestige Pernod International - Trofeo Matteotti - Giro de Lazio - Gran Premio Industria y Artigianato-Larciano - 1 etapa del Giro de Cerdeña | 1979 - Campeonato de Italia en Ruta - París-Roubaix - Tour de l'Aude - Giro del Friuli - Gante-Wevelgem - 2.º en el Giro de Italia, más 3 etapas - 1 etapa de la Tirreno-Adriático - Giro d'Emilia - Trofeo Baracchi - Giro del Veneto 1980 - Niza-Alassio - París-Roubaix - Tirreno-Adriático - Giro del Trentino - 1 etapa del Giro de Italia - 3.º en el Super Prestige Pernod International 1981 - Campeonato de Italia en Ruta - Tirreno-Adriático - 1 etapa del Giro de Italia - Coppa Agostoni - Tour de Umbría 1982 - Ruta del Sur - 2 etapas del Giro de Italia, más clasificación por puntos - 1 etapa del Midi Libre - Giro de Toscana - Boucles de l'Aulne - Giro di Campania 1983 - Giro del Friuli - Milán-Turín - Giro del Trentino, más 1 etapa - Vuelta a Noruega, más 1 etapa - Giro di Campania - Trofeo Pantalica - Milán-Vignola - Tour de Umbría 1984 - Milán-San Remo - Giro de Italia, más 4 etapas - 2 etapas de la Vuelta a España - Giro de Lazio - Trofeo Baracchi - Vuelta al Etna 1985 - Giro de los Apeninos - 2.º en el Giro de Italia, más 3 etapas - Trofeo Baracchi - Vuelta al Etna 1986 - 3.º en el Giro de Italia, más 1 etapa - 2 etapas de la Tirreno-Adriático - 1 etapa de la Settimana Coppi e Bartali - Vuelta al Etna 1987 - 1 etapa del Tour del Mediterráneo - 1 etapa del Giro del Trentino |

## Resultados

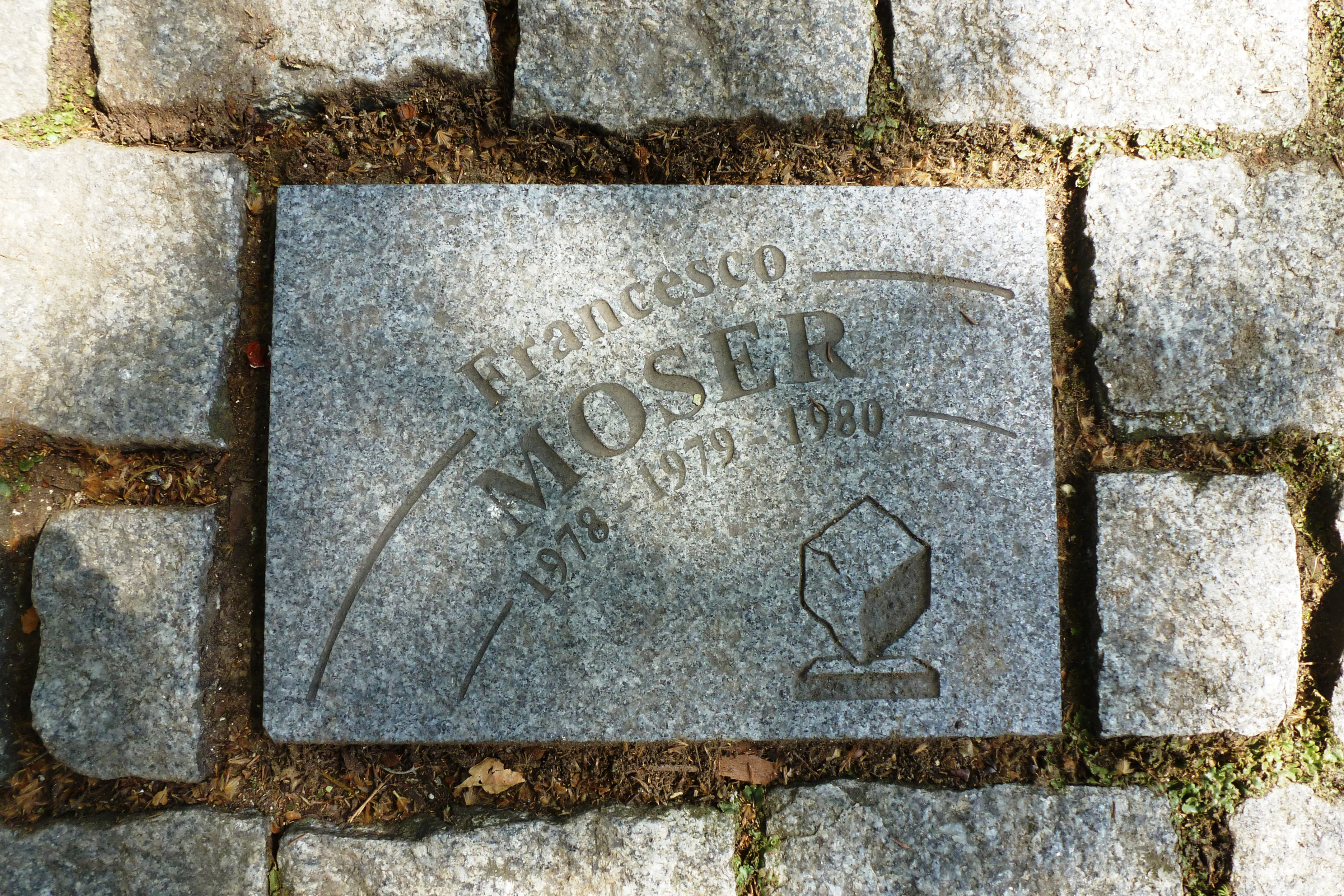
Losa de pavimento dedicada a Moser por sus victorias en la París-Roubaix.

Durante su carrera deportiva consiguió los siguientes puestos en Grandes Vueltas, vueltas menores y carreras de un día:

### Grandes Vueltas
| Carrera | Carrera         | 1971 | 1972 | 1973 | 1974  | 1975  | 1976  | 1977  | 1978  | 1979  | 1980 | 1981 | 1982  | 1983 | 1984   | 1985  | 1986  | 1987 |
| ------- | --------------- | ---- | ---- | ---- | ----- | ----- | ----- | ----- | ----- | ----- | ---- | ---- | ----- | ---- | ------ | ----- | ----- | ---- |
|         | Giro de Italia  | —    | —    | 15.º | '7.º' | —     | '4.º' | '2.º' | '3.º' | '2.º' | Ab.  | 21.º | '8.º' | Ab.  | '1.º'  | '2.º' | '3.º' | —    |
|         | Tour de Francia | —    | —    | —    | —     | '7.º' | —     | —     | —     | —     | —    | —    | —     | —    | —      | —     | —     | —    |
|         | Vuelta a España | —    | —    | —    | —     | —     | —     | —     | —     | —     | —    | —    | —     | —    | '10.º' | —     | —     | —    |

### Vueltas menores
| Carrera | Carrera              | 1971 | 1972 | 1973 | 1974 | 1975 | 1976 | 1977 | 1978 | 1979 | 1980 | 1981 | 1982 | 1983 | 1984 | 1985 | 1986 | 1987 |
| ------- | -------------------- | ---- | ---- | ---- | ---- | ---- | ---- | ---- | ---- | ---- | ---- | ---- | ---- | ---- | ---- | ---- | ---- | ---- |
|         | Tirreno-Adriático    | —    | —    | 9.º  | 5.º  | 4.º  | 4.º  | 2.º  | 3.º  | 5.º  | 1.º  | 1.º  | 4.º  | 3.º  | —    | —    | 2.º  | 5.º  |
|         | Volta a Cataluña     | —    | —    | —    | —    | —    | —    | —    | 1.º  | —    | —    | —    | —    | —    | —    | —    | —    | —    |
|         | Vuelta al País Vasco | —    | —    | —    | —    | —    | —    | —    | —    | —    | —    | —    | 3.º  | —    | —    | —    | —    | —    |
|         | Dauphiné             | —    | —    | —    | —    | 2.º  | —    | —    | —    | —    | —    | —    | —    | —    | —    | —    | —    | —    |
|         | Vuelta a Suiza       | —    | —    | 14.º | —    | —    | —    | —    | —    | —    | —    | —    | —    | —    | —    | —    | —    | —    |

### Clásicas, Campeonatos y JJ. OO.
| Carrera              | Carrera              | 1971 | 1972 | 1973         | 1974         | 1975         | 1976 | 1977         | 1978         | 1979         | 1980 | 1981         | 1982         | 1983         | 1984 | 1985         | 1986         | 1987         |
| -------------------- | -------------------- | ---- | ---- | ------------ | ------------ | ------------ | ---- | ------------ | ------------ | ------------ | ---- | ------------ | ------------ | ------------ | ---- | ------------ | ------------ | ------------ |
|                      | Milán-San Remo       | —    | —    | 30.º         | 12.º         | 2.º          | 9.º  | 35.º         | 6.º          | 4.º          | 6.º  | 39.º         | 4.º          | 11.º         | 1.º  | 32.º         | 26.º         | 27.º         |
| Gante-Wevelgem       | Gante-Wevelgem       | —    | —    | —            | —            | 8.º          | 7.º  | —            | 3.º          | 1.º          | —    | 11.º         | —            | 32.º         | —    | —            | 11.º         | 46.º         |
|                      | Tour de Flandes      | —    | —    | —            | —            | 25.º         | 2.º  | 4.º          | 7.º          | 11.º         | 2.º  | 32.º         | 23.º         | —            | —    | —            | 25.º         | —            |
|                      | París-Roubaix        | —    | —    | —            | 2.º          | 5.º          | 2.º  | 13.º         | 1.º          | 1.º          | 1.º  | 3.º          | 10.º         | 3.º          | —    | 12.º         | 8.º          | 19.º         |
| Amstel Gold Race     | Amstel Gold Race     | —    | —    | —            | —            | —            | —    | 7.º          | 2.º          | —            | —    | —            | —            | —            | —    | —            | 7.º          | 54.º         |
| Flecha Valona        | Flecha Valona        | —    | —    | 9.º          | —            | —            | —    | 1.º          | —            | —            | —    | —            | —            | —            | —    | —            | —            | —            |
|                      | Lieja-Bastoña-Lieja  | —    | —    | —            | —            | —            | —    | —            | 3.º          | —            | —    | —            | —            | —            | —    | —            | —            | —            |
| Campeonato de Zúrich | Campeonato de Zúrich | —    | —    | —            | —            | 3.º          | 4.º  | 1.º          | 2.º          | 2.º          | —    | —            | —            | —            | —    | —            | —            | —            |
| G. P. de Fráncfort   | G. P. de Fráncfort   | —    | —    | —            | —            | —            | —    | —            | 4.º          | —            | 2.º  | 4.º          | 11.º         | 19.º         | —    | —            | 9.º          | —            |
| París-Tours          | París-Tours          | —    | —    | —            | 1.º          | —            | —    | —            | 28.º         | —            | 14.º | —            | —            | —            | —    | —            | —            | —            |
|                      | Giro de Lombardía    | —    | —    | —            | 7.º          | 1.º          | 6.º  | 13.º         | 1.º          | 14.º         | —    | 18.º         | 2.º          | 5.º          | —    | —            | —            | —            |
| JJ. OO. (Ruta)       | JJ. OO. (Ruta)       | ND   | 8.º  | No disputado | No disputado | No disputado | —    | No disputado | No disputado | No disputado | —    | No disputado | No disputado | No disputado | —    | No disputado | No disputado | No disputado |
| Mundial en Ruta      | Mundial en Ruta      | —    | —    | —            | 7.º          | 11.º         | 2.º  | 1.º          | 2.º          | Ab.          | Ab.  | 6.º          | 26.º         | Ab.          | Ab.  | 54.º         | 66.º         | 66.º         |
| Italia en Ruta       | Italia en Ruta       | —    | —    | —            | 6.º          | 1.º          | 2.º  | 3.º          | 2.º          | 1.º          | —    | 1.º          | —            | —            | —    | —            | —            | 10.º         |

—: No participa

Ab.: Abandono

X: Ediciones no celebradas

## Palmarés en pista
| 1976 - Campeonato Mundial Persecución - Seis días de Milán (con Patrick Sercu) 1977 - Seis días de Grenoble (con René Pijnen) 1978 - Campeón de Italia en persecución - Seis días de Milán (con René Pijnen) - Seis días de Dortmund (con René Pijnen) - 2.º en el Campeonato Europeo de madison masculina (con Danny Clark) 1979 - Seis días de Milán (con René Pijnen) - Seis días de Grenoble (con René Pijnen) - 2.º en el Campeonato Mundial Persecución - 2.º en el Campeonato Europeo de madison masculina (con René Pijnen) 1980 - Campeón de Italia en persecución 1981 - Campeón de Italia en persecución - Seis días de Milán (con Patrick Sercu) - Seis días de Numea (con Maurizio Bidinost) | 1983 - Seis días de Milán (con René Pijnen) 1984 - Campeón de Italia en persecución - Seis días de Milán (con René Pijnen) - Seis días de París (con René Pijnen) - Seis días de Dortmund (con René Pijnen) - Récord de la hora 1986 - Seis días de Grenoble (con Anthony Doyle) - Seis días de Róterdam (con Danny Clark) - Seis días de Bassano del Grappa (con Roberto Amadio y Danny Clark) 1987 - Campeón de Italia en persecución 1988 - Seis días de Bassano del Grappa (con Danny Clark) |

## Equipos
- Filotex (1975)
- Sanson (1976-1977)
- Famcucine (1977-1982)
- GIS (1983-1985)
- Supermercati (1986)
- Brianzoli (1987)
- Chateau D'ax (1988)